# Follo
Follo là một đô thị ở tỉnh La Spezia trong vùng Liguria của Ý, có cự ly khoảng 80 km về phía đông nam của Genoa và khoảng 8 km về phía đông bắc của La Spezia. Tại thời điểm ngày 31 tháng 12 năm 2004, đô thị này có dân số 5.875 người và diện tích là 23,1 km².
Follo giáp các đô thị sau: Beverino, Bolano, Calice al Cornoviglio, La Spezia, Podenzana, Riccò del Golfo di Spezia, Vezzano Ligure.